# مرصع
مرصع هي قرية تقع في محافظة جرش تشتهر بزراعة الزيتون والرمان.